# Sartana nella valle degli avvoltoi
Sartana nella valle degli avvoltoi  é uma produção cinematográfica italiana de 1970, do subgênero western spaghetti, dirigida por Roberto Mauri. 
Trata-se de um dos títulos não-oficiais entre os quais o personagem Sartana esteve presente. O protagonista adota no filme o nome de Lee Calloway. Porém a denominação Sartana se empregou nas mais diversas titulações como forma de atração de lucro.

## Sinopse
Sartana, um célebre pistoleiro do oeste, é contratado por dois indivíduos misteriosos para que liberte um criminoso de um presídio. A recompensa será a metade do ouro que o foragido havia roubado. Contudo, Sartana cairá numa armadilha, se salvando graças à intervenção de um mexicano.

## Elenco
- William Berger - Lee Calloway (Sartana)
- Wayde Preston - Anthony Douglas
- Aldo Berti - George Douglas
- Carlo Giordana - Slim Douglas
- Franco De Rosa - Peter Douglas
- Luciano Pigozzi (creditado como Alan Collins)  - Paco
- Jolanda Modio - Juanita
- Pamela Tudor - Esther
- Josiane Tanzilli - Carmencita